# Festkörper

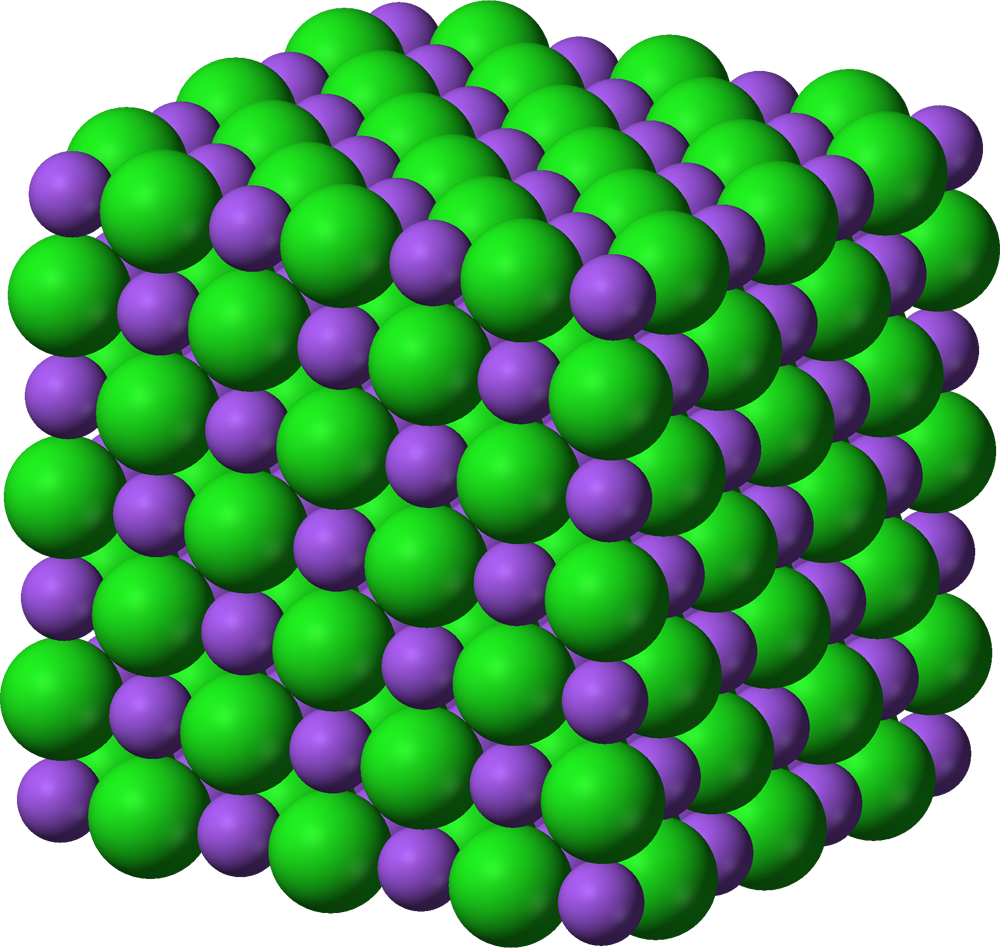
Teilchenmodell eines kristallinen Festkörpers

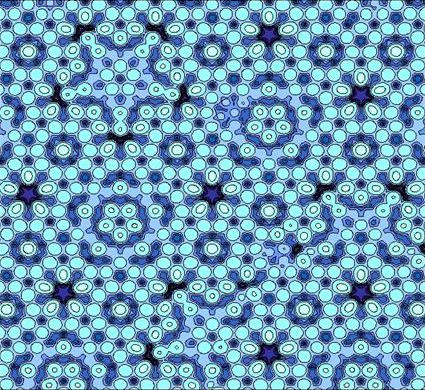
Quasiperiodischer Kristall, wie sie der Nobelpreisträger für Chemie (2011) Dan Shechtman untersuchte.

Festkörper (auch Feststoff) bezeichnet in den Naturwissenschaften Materie im festen Aggregatzustand. Im engeren Sinne versteht man hierunter auch einen Stoff, der bei einer Temperatur von 20 °C einen festen Aggregatzustand aufweist, wobei die Bezeichnung Feststoff in diesem Fall stoffspezifisch, jedoch nicht temperaturspezifisch ist. Festkörper haben im technischen Sprachgebrauch eine gewisse Mindest-Ausdehnung, die aber nicht scharf definiert ist. Sie sind demnach makroskopische Körper – im Gegensatz zu mikroskopischen Körpern. Zum Beispiel gilt im Regelfall ein Makromolekül für sich allein noch nicht als Festkörper. Materie im Übergangsbereich bezeichnet man als Cluster.
Reale Festkörper sind durch Kräfte verformbar (elastisch oder plastisch), im Gegensatz zu idealisierten starren Körpern.
Alle Festkörper sind aus Bausteinen zusammengesetzt. Solche Elementarteile können einzelne Atome oder Moleküle, aber auch Gruppen davon sein. Sind alle Bausteine gleichartig, so spricht man von Monostrukturen, andernfalls von Heterostrukturen. Die Eigenschaften der Festkörper unterscheiden sich aufgrund der gegenseitigen Wechselwirkung der Bausteine der Materie erheblich von den Eigenschaften freier Teilchen oder Lösungen. Besonderes Kennzeichen von Festkörpern ist die Beständigkeit der Ordnung (amorph oder kristallin) ihrer Bausteine. Ein anderer Aufbau der gleichen Bausteine – die Modifikation – beeinflusst die Eigenschaften des Festkörpers maßgeblich.
Die Festkörperphysik befasst sich mit der Physik von Materie im festen Aggregatzustand, als Spezialfall der kondensierten Materie, die Flüssigkeiten einschließt. Die Materialwissenschaft beschäftigt sich hauptsächlich mit den physikalischen und chemischen Eigenschaften von Festkörpern. Die Festkörperchemie ist neben der chemischen Zusammensetzung bestehender insbesondere an der Synthese neuer Materialien interessiert. Die Disziplinen sind sowohl untereinander als auch zur Mineralogie, der Metallurgie und der Kristallographie nicht scharf abgegrenzt.

## Typen
Man unterscheidet zwischen amorphen (im kleinsten Maßstab „gestaltlosen“) und kristallinen (aus Kristallen bestehenden) Festkörpern. Die Festkörperphysik beschäftigt sich vorwiegend mit den Eigenschaften einkristalliner und polykristalliner Festkörper.

### Einkristalle
Bei Einkristallen besteht der ganze Körper aus einem einzigen Kristall. Es gibt eine regelmäßige, genauer eine in allen Dimensionen periodische, Anordnung ihrer Bausteine. Die Art der zugrunde liegenden Struktur ist verantwortlich für viele Eigenschaften eines Festkörpers. Beispielsweise besitzt Kohlenstoff zwei verschiedene Kristallstrukturen – Graphit und Diamant – die völlig verschiedene elektrische Leitfähigkeiten haben (Graphit leitet den Strom, Diamant ist ein Isolator). Einige Mineralien kommen als natürliche Einkristalle mit charakteristischer äußerer Form vor.

### Quasikristalle
Von Dan Shechtman entdeckt und 2011 mit dem Nobelpreis für Chemie ausgezeichnet, zählen Quasikristalle zu einem neuen Typ von Festkörpern. Quasikristalle sind aperiodisch, haben jedoch eine Nahordnung mit einer fünf-, acht-, zehn- oder zwölfzähligen Symmetrie. Beispiele für Systeme mit quasikristalliner Struktur sind Aluminium-Metal-Legierungen und Cd5,7Yb, Cd5,7Ca in ikosaedrischer Struktur und Ta1,6Te in einer dodekaedrischen Struktur. Weil diese Phase nur in sehr engen Mischungsbereichen der Elemente stabil sind, können Quasikristalle in der Regel auch zu den intermetallischen Verbindungen gezählt werden.

### Amorphe Festkörper
Die Physik der amorphen Festkörper ist vielschichtig, weil hierunter alle Festkörper zusammengefasst werden, die keine regelmäßige Struktur besitzen. Die meisten Gläser oder manche erstarrte Flüssigkeiten sind nur einige Vertreter dieses Typus. Mit dem Verlust einer makroskopischen Ordnung gehen auch viele typische Eigenschaften eines Kristalls verloren. Beispielsweise sind die meisten amorphen Festkörper gute Isolatoren für Elektrizität und Wärme und häufig spröde. Dennoch stellt dieser Festkörpertypus ein interessantes Forschungsgebiet dar, da ein Fehlen der Kristallstruktur auch ein Fehlen von Anisotropie-Effekten bedeutet. Amorphe Phasen sind meist in einem „eingefrorenen“ metastabilen Zustand und verändern ihre Struktur und Eigenschaften mit höheren Temperaturen.

### Polykristalline Festkörper
Kristallin und amorph sind nicht die einzigen möglichen Erscheinungsformen von Festkörpern. Dazwischen gibt es einen Bereich, der gewissermaßen eine Mischform darstellt: Die polykristallinen Festkörper. Diese bestehen aus einer Ansammlung von kleinen Einkristallen, die ungeordnet zu einem großen Ganzen verbunden sind. In Metallen aber auch in der Geologie werden die einzelnen Kristallite häufig als Korn bezeichnet, die durch ungeordnete Korngrenzen voneinander getrennt sind. Zusammen bilden sie ein festes Gefüge, das beispielsweise beim Marmor am Funkeln verschiedener Körner erkennbar ist. Die Textur beschreibt die Orientierung der Gesamtheit der Körner im Festkörper und ist ein Maß für die Anisotropie von vielen chemischen und physikalischen Eigenschaften.
Bei Polymeren werden die Anteile von kristalliner und amorpher Phase durch den Kristallisationsgrad beschrieben.

## Bindungen
Der Zusammenhalt eines Festkörpers beruht auf einer attraktiven (anziehenden) Wechselwirkung zwischen den Atomen bzw. Molekülen auf großen Distanzen und einer repulsiven auf kurzen. Den energetisch günstigsten Abstand nennt man Gleichgewichtsabstand. Ist die thermische Energie der Atome zu niedrig, um dieser Potentialfalle zu entkommen, so bilden sich starre Anordnungen aus – die Atome sind aneinander gebunden. Die so eingenommenen Gleichgewichtsabstände sind für den jeweiligen Stoff charakteristisch und liegen typisch im Bereich von etwa 0,1 nm bis 0,3 nm. In dieser Größenordnung ist die Einheit Ångström sehr verbreitet (0,1 nm = 1 Å).
Es gibt im Wesentlichen vier Bindungsarten, welche den Aufbau und die Eigenschaften eines Festkörpers maßgeblich beeinflussen:

### Ionenbindung
Die Ionenbindung tritt – zumindest anteilig – immer auf, wenn der Festkörper aus unterschiedlichen Elementen aufgebaut ist, welche eine unterschiedliche Elektronegativität besitzen. Dabei gibt das elektropositivere Element dem elektronegativeren ein Elektron ab, also wird das eine zum Anion und das andere zum Kation. Unterschiedliche Ladungen bewirken eine elektrostatische Anziehung, während sich gleiche Ladungsträger abstoßen. Im Feststoff wechseln sich deshalb Anionen und Kationen ab bzw. bilden eine Hülle um einender. Salze sind typische Vertreter dieser Bindungsart.

### Kovalente Bindung
Die Kovalente Bindung, auch Atombindung genannt, beruht auf dem Absenken der potentiellen Energie der Elektronenzustände. Die Orbitale der beiden Bindungspartner überlappen und verformen sich um eine Anordnung mit möglichst vielen Zuständen geringer Energie zuzulassen. Das Prinzip ist das gleiche wie bei der Bildung von Molekülen (z. B. O2). Elemente der vierten Hauptgruppe (Kohlenstoff, Silicium, Germanium) sind auf diese Art gebunden. Man bezeichnet den Zustand der Elektronen dann auch als sp3-Hybridisierung. Moleküle bestehen aus Ketten von kovalenten Bindungen, die sich gegenseitig beeinflussen und lassen sich in unterschiedliche Konformationen oder allgemein Stereoisomerien einteilen.

### Metallbindung
Die Metallbindung ist ein Extremfall der kovalenten Bindung. Auch diese Bindung ist durch eine Absenkung der potentiellen Energie der Elektronenzustände bedingt. Nur ist hier die Überlappung der Orbitale der Atome so groß, dass diese auch noch mit denen ihrer übernächsten (oder noch mehr) Nachbarn wechselwirken. Für einen Cluster ist eine Fernordnung, die durch ein Gitter beschrieben werden kann (Kristallstruktur), häufig die energetisch stabilste. Einige Elektronen sind delokalisiert und können nicht einem Atomkern zugeordnet werden. Delokalisierte Elektronen können Energie sehr schnell durch Plasmonen weiter geben. Bildlich gesprochen sind die Ionenrümpfe der Atome in einen Elektronensee eingebettet. Wie der Name bereits andeutet, bilden Metalle diese Bindung aus.

### Van-der-Waals-Bindung
Van-der-Waals-Wechselwirkungen treten grundsätzlich immer auf, sind allerdings so schwach, dass sie sich nur bei Abwesenheit anderer Bindungsarten so bemerkbar machen, dass von regelrechten Van-der-Waals-Bindungen gesprochen werden kann. Die anziehende Kraft dabei ist eine Komponente der gesamten elektrostatischen Wechselwirkungen, die mit dem reziproken Abstand in 7. Potenz abnimmt und durch lokal induzierte Dipolmomente in der Elektronendichte verursacht wird. Edelgas- und Molekülkristalle werden nur durch diese zusammengehalten. Van-der-Waals-Wechselwirkungen zählen zu den Dispersionswechselwirkungen, die im Bänder- oder Orbitalmodell aus störungstheoretischen Beiträgen 2. und höherer Ordnung der interelektronischen Repulsion verursacht werden.
Diese Bindungsarten sind keineswegs isolierte Fälle, die nur entweder-oder auftreten. Der Übergang von ionischer zu kovalenter zu metallischer Bindung ist fließend. Zudem können in Festkörpern verschiedene Bindungen nebeneinander auftreten. Graphit z. B. besteht aus Schichten kovalent gebundener Kohlenstoffatome, während die Schichten als Ganzes untereinander über Van-der-Waals-Bindungen zusammenhalten. Da letztere Bindung so schwach ist, nutzt man Graphit als Bleistiftminen – beim Reiben über Papier reißen die Bindungen bereits auf. Kristallstrukturen mit verschiedenen Bindungsarten bezeichnet man als heterodesmisch, solche mit nur einer Bindungsart als homodesmisch. Ein einfaches mathematisches Modell für die potentielle Energie zweier neutraler Bindungspartner (Atome oder Moleküle) ist das Lennard-Jones-Potential.

## Oberflächen
Mit der Oberfläche meint man die abschließenden 1–3 Atomlagen an der Grenze zum Vakuum. Das Fehlen von Bindungspartnern zu einer Seite zieht für Atome dieser Schichten üblicherweise eine Relaxation, Rekonstruktion oder Rekombination nach sich. Dabei versuchen die Atome durch Ändern ihrer Bindungslänge zu tiefer liegenden Schichten (Relaxation) oder durch Umordnung ihrer Positionen und Absättigen offener Bindungen (Rekombination) einen energetisch günstigeren Zustand einzunehmen. Das Resultat sind neue Oberflächenstrukturen, die eine andere Periodizität als das Substrat (tiefer liegende Schichten) aufweisen können.
Eine weitere Besonderheit ist das Auftreten von Oberflächenzuständen. Das bedeutet, dass in den sonst energetisch verbotenen Bereichen – den Bandlücken – erlaubte Energiezustände für Elektronen entstehen können. Bei Halbleitern sorgen diese neuen Zustände für eine Verbiegung der Bänder und damit einer Veränderung der elektrischen Leitfähigkeit. Es können so Leitungskanäle entstehen, was zum Beispiel für Feldeffekttransistoren genutzt wird.

## Eigenschaften von Festkörpern

### Elektrische Leitfähigkeit
Je nach ihrer elektrischen Leitfähigkeit lassen sich Festkörper in Leiter, Halbleiter und Nichtleiter einteilen. Diese Einteilung wurde historisch so festgelegt. Eine Erklärung für die Unterschiede der Leitfähigkeit konnte jedoch erst das Bändermodell liefern. Heutzutage wird daher die Gruppenzuordnung durch die Größe der Bandlücke festgelegt. Die elektrische Leitfähigkeit gehört zu den variabelsten Größen in der Physik, die möglichen Werte erstrecken sich über mehr als 30 Größenordnungen. Dabei zeigen die meisten nichtmagnetischen Festkörper bei sehr tiefen Temperaturen einen weiteren erstaunlichen Effekt: Unterhalb einer kritischen Temperatur verschwindet der elektrische Widerstand völlig, diesen Zustand nennt man supraleitende Phase.
LeiterFast alle Metalle zählen zu den elektrisch guten Leitern und habe keine Bandlücke. Die Leitungselektronen verhalten sich so, als ob sie sich frei im Festkörper bewegen können. Bei steigender Temperatur nimmt die Leitfähigkeit jedoch ab, was mit vermehrten Stößen der Elektronen mit den Gitterschwingungen begründet werden kann.
HalbleiterAuffälligstes Merkmal der Leitfähigkeit von Halbleitern ist ihre starke Abhängigkeit von inneren (Reinheitsgrad) wie auch äußeren Parametern (Temperatur). Bei reinen (intrinsischen) Halbleitern nimmt die Leitfähigkeit bei steigender Temperatur sehr stark zu – oft um eine Größenordnung bei etwa 20 K Unterschied. Neben Elektronen tragen hier auch sogenannte Defektelektronen, auch Löcher genannt, zur Leitfähigkeit bei. Die Ladungsträgerdichten von Löchern und Elektronen sind in intrinsischen Halbleitern gleich groß, das Verhältnis kann jedoch durch gezieltes Verunreinigen (Dotieren) einseitig verändert werden. Die Bandlücke liegt in der Größenordnung 0,1 bis ≈ 4 eV.
NichtleiterIsolatoren leiten unter normalen Bedingungen praktisch keinen elektrischen Strom. Auch eine hohe äußere Spannung induziert nur sehr geringe Ströme an Ladungsträgern im Nichtleiter. Charakteristisch ist eine Bandlücke größer als 4 eV, eine hohe Durchschlagsspannung und Schmelzpunkte.

### Deformierbarkeit
Anders als bei Flüssigkeiten und Gasen sind die Teilchen im festen Aggregatzustand nur minimal gegenseitig verschiebbar – entsprechend ihrer kristallartigen Feinstruktur. Im kleinsten sind solche Deformationen nur schwer modellierbar, doch über Millionen oder Trillionen von Teilchen folgen sie klaren Gesetzen. Sie hängen mit der Elastizität und ihren Modulen zusammen, sowie mit der Form und Dimension der zu deformierenden Körper.
Ein idealisierter Festkörper, der in der klassischen Mechanik als Modell eines Festkörpers verwendet wird, ist der starre Körper. Er unterliegt keinerlei Verformungen, kommt aber in der Natur nicht vor. In den meisten Fällen ist er ein gutes Modell für die realen Objekte in unserer Umwelt.
Der reale Festkörper hingegen hat in der Regel keine einfache, sondern eine richtungsabhängige Verformbarkeit. Dies behandelt zum Beispiel die Festkörperphysik.

### Reaktivität
Im Vergleich zu Reaktionen in Lösung zeichnen sich Festkörperreaktionen normalerweise durch sehr hohe Aktivierungsbarrieren aus. Der Grund ist der Reaktionsmechanismus, nach dem Festkörperreaktionen ablaufen: Die Leerstellen im Kristallgitter wandern wie in einem „Schiebepuzzle“. Dafür muss die Kristallstruktur deformiert werden, was einen großen Energieaufwand verursacht.

### Andere Eigenschaften
Weitere typische Attribute von Festkörpern sind ihre Leitfähigkeit für Wärme oder elektrischen Strom. Diese beiden Eigenschaften sind meist eng gekoppelt.

## Festkörper bei hohen Drücken
Unter der Einwirkung von hohen Drücken gehen Festkörper von der Normalphase mit Eigenschaftsänderungen in eine Hochdruckphase über, oder es entstehen andere Modifikationen des Stoffes. Beispiele hierfür sind die Umwandlung von Graphit in Diamant bei einem Druck über 60 kbar oder die Umwandlung von α-Bornitrid in β-Bornitrid (Borazon). Silicium weist bei einem Druck von über 150 kbar einen drastischen Widerstandsabfall auf und geht dabei in eine metallische Hochdruckmodifikation mit einem β-Zinn-Strukturtyp über. Das Natriumchloridgitter von Kaliumhalogeniden wandelt sich bei einem Druck über 20 kbar in das Cäsiumchloridgitter um. Im Allgemeinen gehen bei einer Druckausübung die Teilchen des Festkörpers in eine dichtere Packung, verbunden mit einer Erhöhung der Koordinationszahl, über. Kovalente Bindungen werden dabei oftmals zu metallischen Bindungen mit delokalisierten Elektronen.
Hochdruckverfahren eignen sich zur Herstellung bzw. Kristallzüchtung von Verbindungen, die dann auch unter Normaldruck metastabil sind, beispielsweise um künstliche Diamanten zu produzieren.